# Traian Săvulescu
Traian Săvulescu (Râmnicu Sărat, 1889. február 2.  – Bukarest, 1963. március 29.) román biológus, botanikus, a román fitopatológiai iskola megteremtője, a Román Akadémia tagja és elnöke. Botanikai szakmunkákban nevének rövidítése: „Savul”.

## Életpályája
Az elemi iskolát szülővárosában végezte, itt kezdte a gimnáziumot is, majd a felső tagozatot a iași-i C. Negruzzi Líceumban folytatta. 1907-ben érettségi után beiratkozott a bukaresti orvostudományi karra, ahol azonban csak három évet végzett el. 1908-ban beiratkozott a bukaresti egyetem természettudományi karára, ahol 1912-ben végzett.
A diploma megszerzése után a bukaresti Botanikai Intézetben lett kandidátus, és itt védte meg 1916-ban Studiul asupra speciilor de Campanula L. din secția Heterophyllae ce cresc în România című doktori értekezését. 1912 és 1921 között a Cotroceni-i Botanikai Intézetben dolgozott. Negyed évszázadon keresztül megosztotta tevékenységét egyrészt a Herăstrău-i Mezőgazdasági Főiskola, ahol növényrendszertant és növénykórtant adott elő, másrészt a Gheorghe Ionescu-Șișești által alapított Román Agronómiai Kutatóintézet között. 
Románia egész területén megszervezte a szőlő betegségeit figyelő állomások hálózatát. 1929-ben laboratóriumot hozott létre a rovar- és gombaölő szerek vizsgálatára, ebből alakult ki utóbb a Növényvédelmi Szolgálat. Ő kezdeményezte az első növényegészségügyi ellenőrzésre és zárlatra vonatkozó törvényt Romániában.
1928-ban jelentette meg az éves Starea fitosanitară a României [Románia növényegészségügyi állapota] című kiadványt, amelyben kitért a növényvédelem kérdéseire. Felelős szerkesztője volt a Buletin de la section scientifique de L'Académie Roumaine című folyóiratnak, és szerkesztőbizottsági tagja a berlini Phytopathologische Zeitschrift és bulgáriai Sydowia című szaklapoknak. 
1938-ban expedíciót szervezett a Duna-delta flórájának feltérképezésére, amelyről dokumentumfilm is készült.

## Társadalmi tevékenysége
1936 májusában a Román Akadémia levelező tagjává, 1948-ban rendes taggá és főtitkárrá választották. 1948-ban az akadémia, mint civil szervezet, megszűnt, és a Román Népköztársaság Akadémiája néven szervezték át. Ebben az új felállásban Traian Săvulescu  volt az akadémia elnöke 1948 és 1959 között.  Több külföldi (francia, svájci, osztrák, amerikai, szovjet) tudományos társaság és akadémia tagja volt, többek között a Magyar Tudományos Akadémia 1955-ben tiszteleti taggá választotta.
1946. december 1. és 1948. április 14. között a második és a harmadik Groza-kormány földművelésügyi minisztere volt. 

## Emlékezete
1960-ban a Biológiai Kutatóközpont felvette a Traian Săvulescu Biológiai Intézet nevet. A tudós emlékére a Román Akadémia megalapította a Traian Săvulescu-díjat, amellyel a mező- és erdőgazdasági tudományok területén elért kiemelkedő eredmények szerzőit tüntetik ki.

## Művei
- Tratat despre flora Arabiei. 1928
- Tratat despre flora Palestinei. 1935
- Morfologia, anatomia și sistematica porumbului. [A kukorica morfológiája, anatómiája és patológiája] (Zahariadeval közösen), 1937
- Științele biologice și economia. [A biológiai tudományok és a gazdaság], 1940
- Aspectele actuale ale agriculturii românești. [A román mezőgazdaság aktuális kérdései], 1946
- De la practica domesticirii plantelor la principii de biologie generală. [A növények háziasításának gyakorlatától a biológia általános elveiig], 1949
- (szerk.) Flora Republicii Populare Române. [A Román Népköztársaság flórája], öt kötet, 1952-1957
- Monografia Uredinalelor din România. 1953
- Tratat de patologie vegetală. (Olga Săvulescuval közösen), 1959

## Fordítás
- Ez a szócikk részben vagy egészben a Traian Săvulescu című román Wikipédia-szócikk ezen változatának fordításán alapul.  Az eredeti cikk szerkesztőit annak laptörténete sorolja fel. Ez a jelzés csupán a megfogalmazás eredetét és a szerzői jogokat jelzi, nem szolgál a cikkben szereplő információk forrásmegjelöléseként.

## A román szócikk forrásai
- Personalități românești ale științelor naturii și tehnicii, București: Editura Științifică și enciclopedică. 1982
- Traian Săvulescu 1889 - 1973[halott link] (www.agir.ro)  Elérés: 2010. október 10.